# GSC3725-281
GSC3725-281 — хімічно пекулярна зоря спектрального класу A2, що має видиму зоряну величину в смузі V приблизно 11,0.